# Amédée Bertin de la Hautière
Pour les articles homonymes, voir Bertin.
Amédée Bertin de la Hautière est un homme politique français né le 24 octobre 1805 à Rennes (Ille-et-Vilaine) et mort le 24 octobre 1875 à Saint-Germain-de-Tournebut (Manche).

## Biographie
Médecin à Rennes, il y enseigne aussi la chimie. Il est sous-préfet de Fougères en août 1830 et reste en poste jusqu'en 1847, puis devient sous-préfet de Cambrai. Rallié à la République en 1848, il est député d'Ille-et-Vilaine de 1848 à 1849, siégeant avec les partisans du général Cavaignac.
Il est inhumé à Saint-Germain-de-Tournebut.

## Sources
- « Amédée Bertin de la Hautière », dans Adolphe Robert et Gaston Cougny, Dictionnaire des parlementaires français, Edgar Bourloton, 1889-1891 [détail de l’édition]